# Oksana Kurt
Oksana Kurt; z d. Parxomenko (ur. 28 lipca 1984 w Baku) – azerska siatkarka, grająca na pozycji rozgrywającej.
Jej siostrą jest Yelena Parxomenko.

## Sukcesy klubowe
Puchar Top Teams:
- 2002

Mistrzostwo Azerbejdżanu:
- 2003, 2004, 2005, 2006, 2007, 2008
- 2014
- 2013, 2015

Puchar Szwajcarii:
- 2007

Mistrzostwo Szwajcarii:
- 2007

Puchar CEV:
- 2009

Mistrzostwo Turcji:
- 2009

Puchar Rosji:
- 2009

Mistrzostwo Rosji:
- 2010, 2011